# Claus Sluter

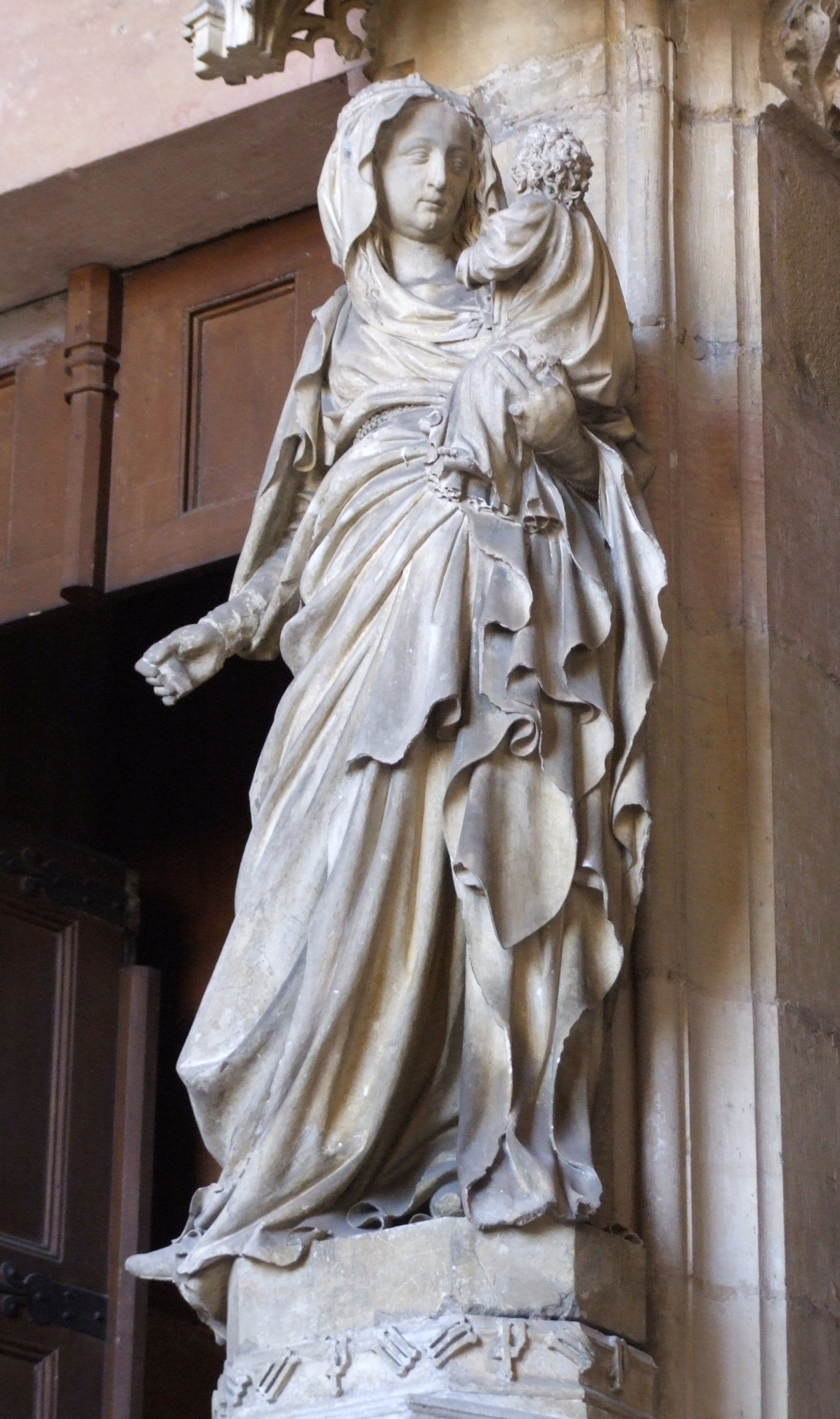
María con el Niño Jesús, en el parteluz de la portada de la Cartuja de Champmol.

Claus Sluter fue un escultor gótico de origen holandés.
Su fecha de nacimiento se desconoce, pero se calcula en torno a 1350 en Haarlem (Países Bajos). Murió en 1405 o 1406 en Dijon, Francia. Se le considera el principal representante de la escultura borgoñona en la segunda mitad del siglo XIV.

## Vida
Sluter probablemente trabajó en Bruselas antes de trasladarse a la ciudad de Dijon, donde desde 1385 hasta 1389 fue asistente de Jean de Marville, escultor de la corte de Felipe el Atrevido, Duque de Borgoña. Desde 1389 hasta su muerte desempeñó el cargo de escultor de corte. Entre el 24 de septiembre de 1405 y el 31 de enero de 1406, murió en Dijon. Fue sucedido por su sobrino Stephan Sluter de Werve, que continuó con el cargo de su tío.
Aunque Sluter ha sido encuadrado dentro de los denominados estilo suave  y gótico internacional, su estilo realista apunta al futuro y tiene una gran influencia en el desarrollo la escultura del siglo XV. Fue el más importante escultor de la Europa septentrional de su época y considerado pionero del realismo nórdico. Restauró la escultura figurativa a escala monumental y naturalismos propios de la época clásica. Su trabajo de madurez es muy emotivo, atento a las expresiones faciales y los detalles de sus esculturas, lo cual puede verse en particular en sus característicos ropajes pesados, que muchos otros imitaron más tarde.

## Obra

### sepulcros de Felipe el Atrevido
Sluter fue responsable, en parte, del sepulcro de Felipe el Atrevido, en el que parece que trabajó desde 1385, pero fue acabada con el sucesor de Sluter, Claus de Werve entre 1405 - 1410. La parte alta del sepulcro incluye una imagen idealizada del duque, acompañado por dos ángeles y un león. A su alrededor, cuarenta plañidores en la parte baja, en forma de encapuchados, tema que alcanzó posteriormente gran difusión.

### Portal de la Cartuja de Champmol
Su segundo gran trabajo es el programa escultórico de la portalada de la Cartuja de Champmol, mandada construir por Felipe el Atrevido cerca de Dijon. Se representa a María con el Niño (1391), presidiendo el parteluz, flanqueados por la pareja fundadora, Felipe y Margarita III de Flandes en el espacio de las jambas, con ménsulas y doseletes muy decorados. Aparecen también en el conjunto las figuras de san Juan y santa Catalina presentando a los donantes. Todas las esculturas del conjunto exhiben amplios vestidos y mantos, de complicados pliegues, que les otorgan una apariencia aristocrática. Es de destacar la presencia de los comitentes en un espacio reservado hasta ese momento a las figuras sagradas.

### El Pozo de Moisés
De sus obras, la más famosa que ha llegado a nuestros días es el Pozo de Moisés (1395–1403), creado para el claustro de la Cartuja de Champmol. En principio, era un calvario monumental para el claustro, con seis figuras de profetas en la base de la fuente: Moisés, David, Jeremías, Zacarías, Daniel e Isaías y, solo como fragmento, la Crucifixión. Parece que la obra se basó en la idea de la fuente de la vida (fons vitae).
Las esculturas aparecen totalmente liberadas del marco, además de estar dotadas de un naturalismo extremo. Los tipos humanos son corpulentos, de volúmenes rotundos y gran monumentalidad. Esto se debe en parte a la forma de esculpir los ropajes, que tiene un carácter pesado y voluminoso con pliegues gruesos y profundos, muy peculiar del maestro. Es característica también la forma de captar las expresiones, convirtiendo las esculturas en auténticos retratos.

## Galería de El Pozo de Moisés

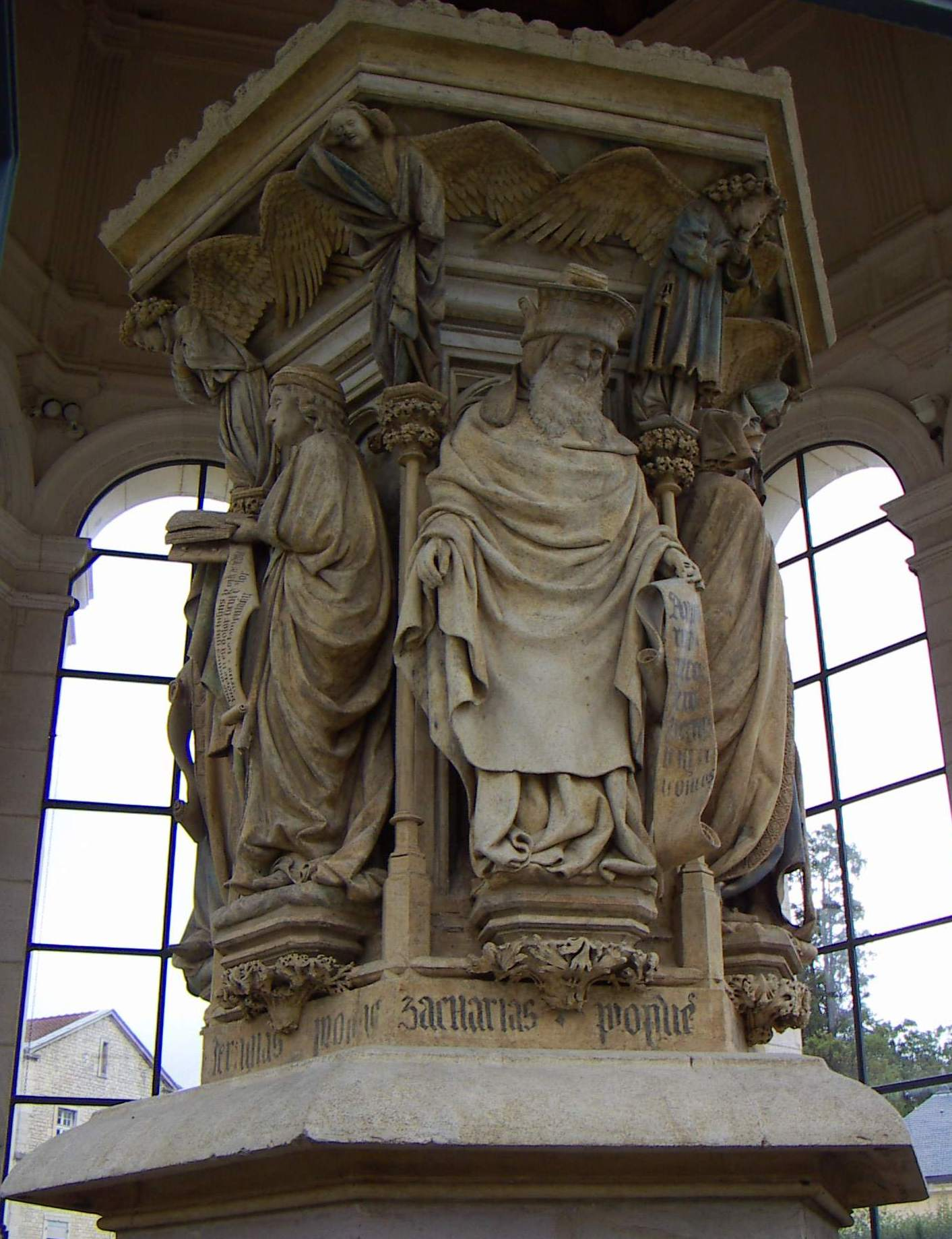
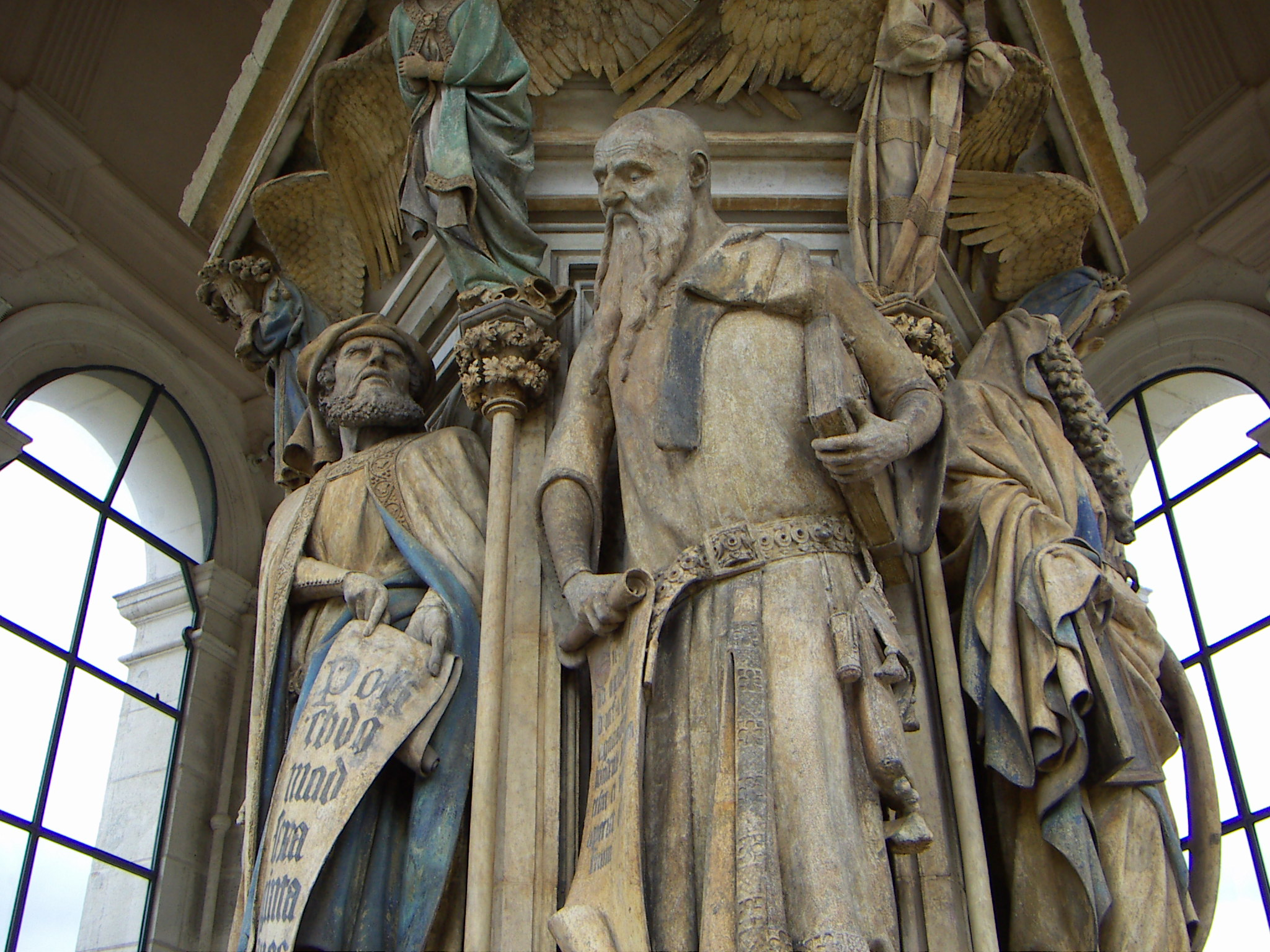
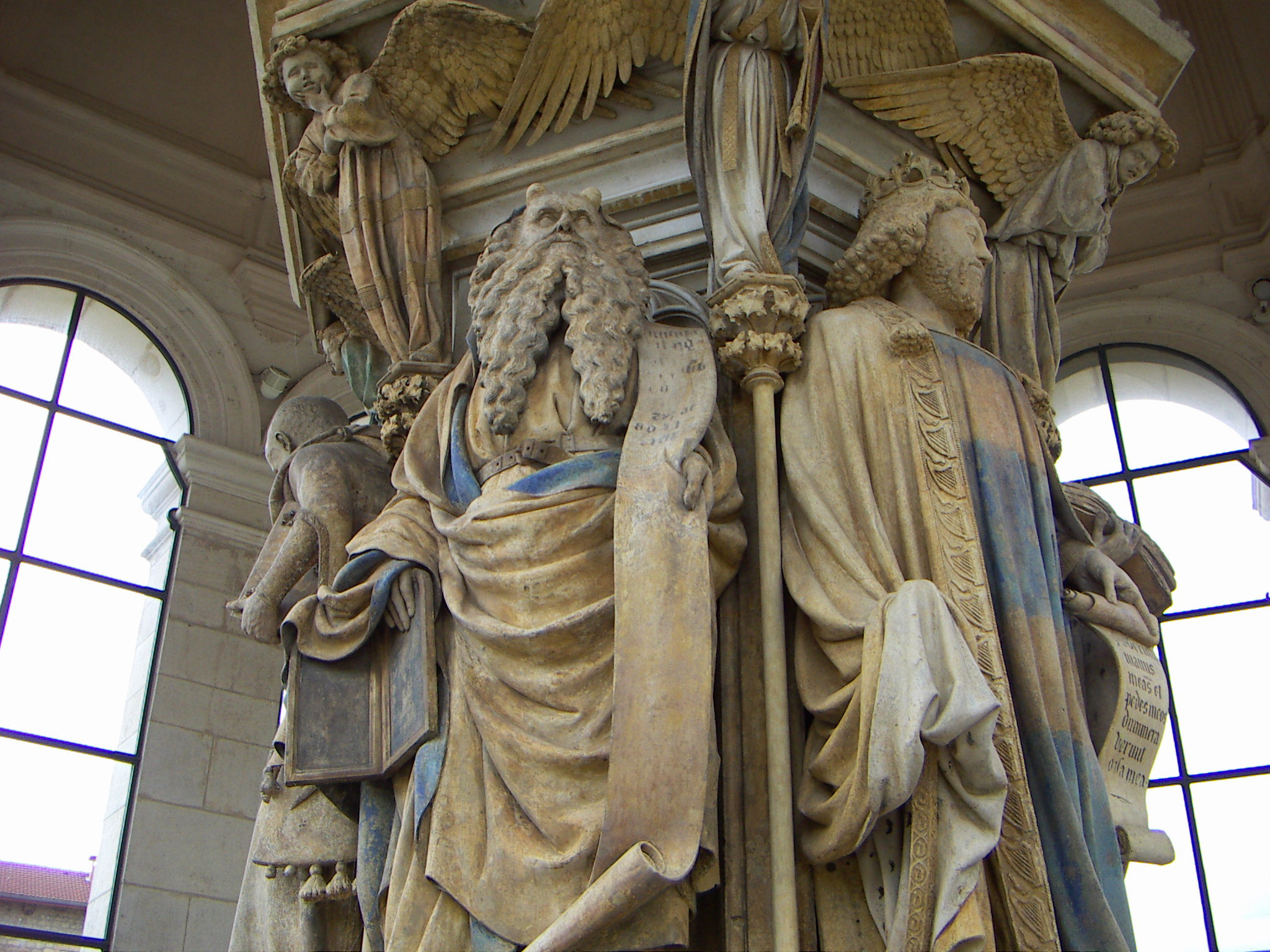
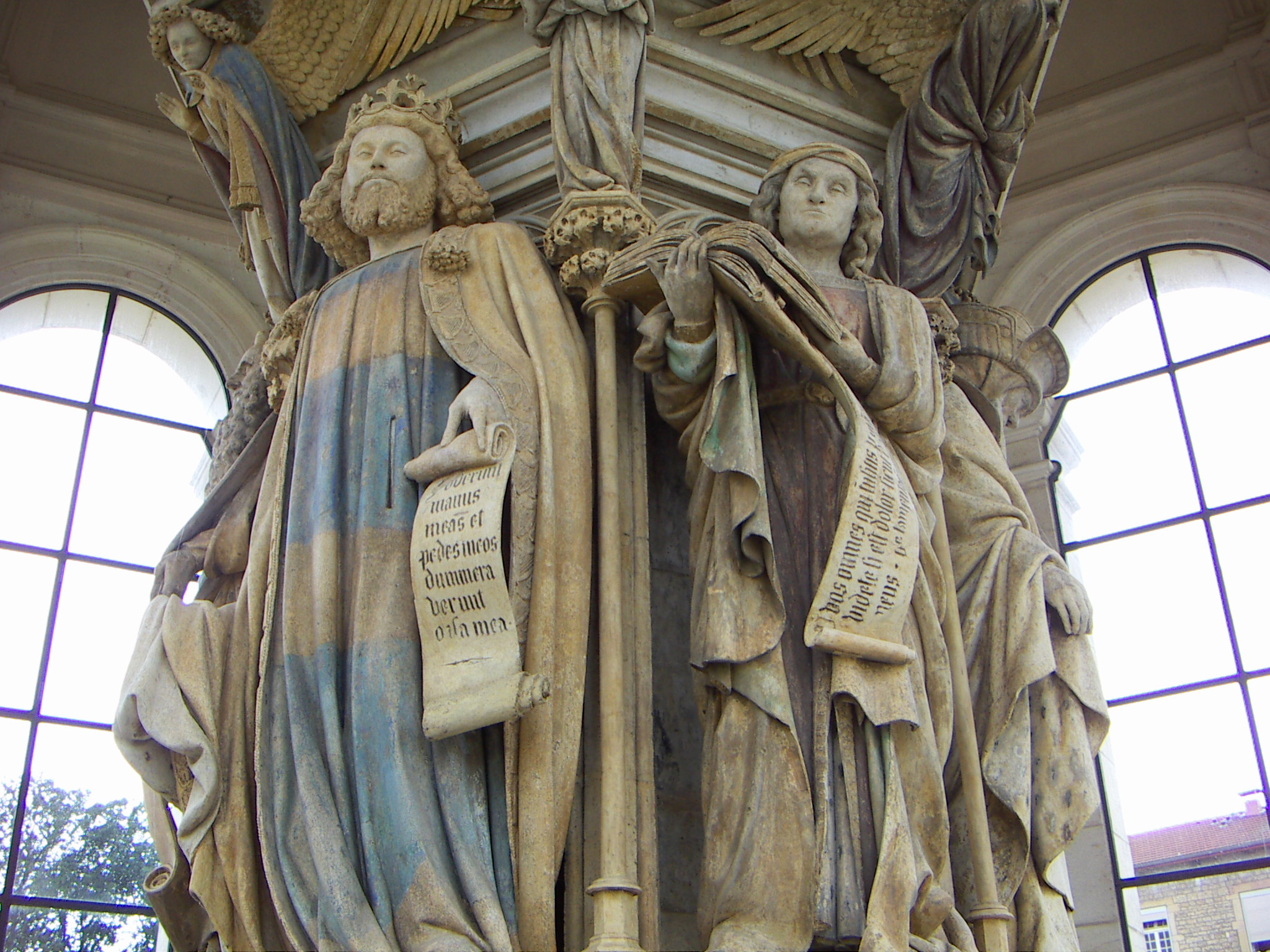
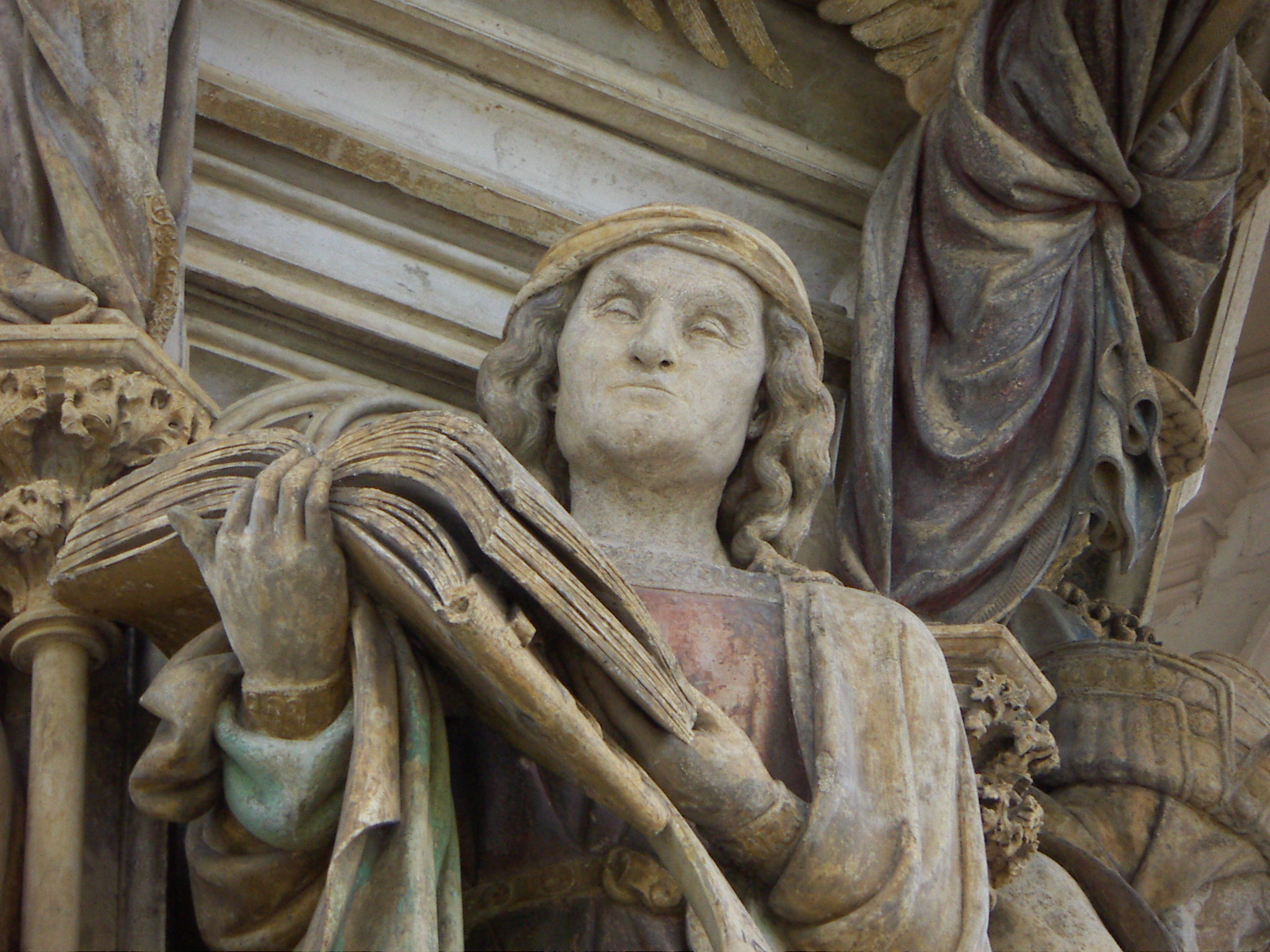
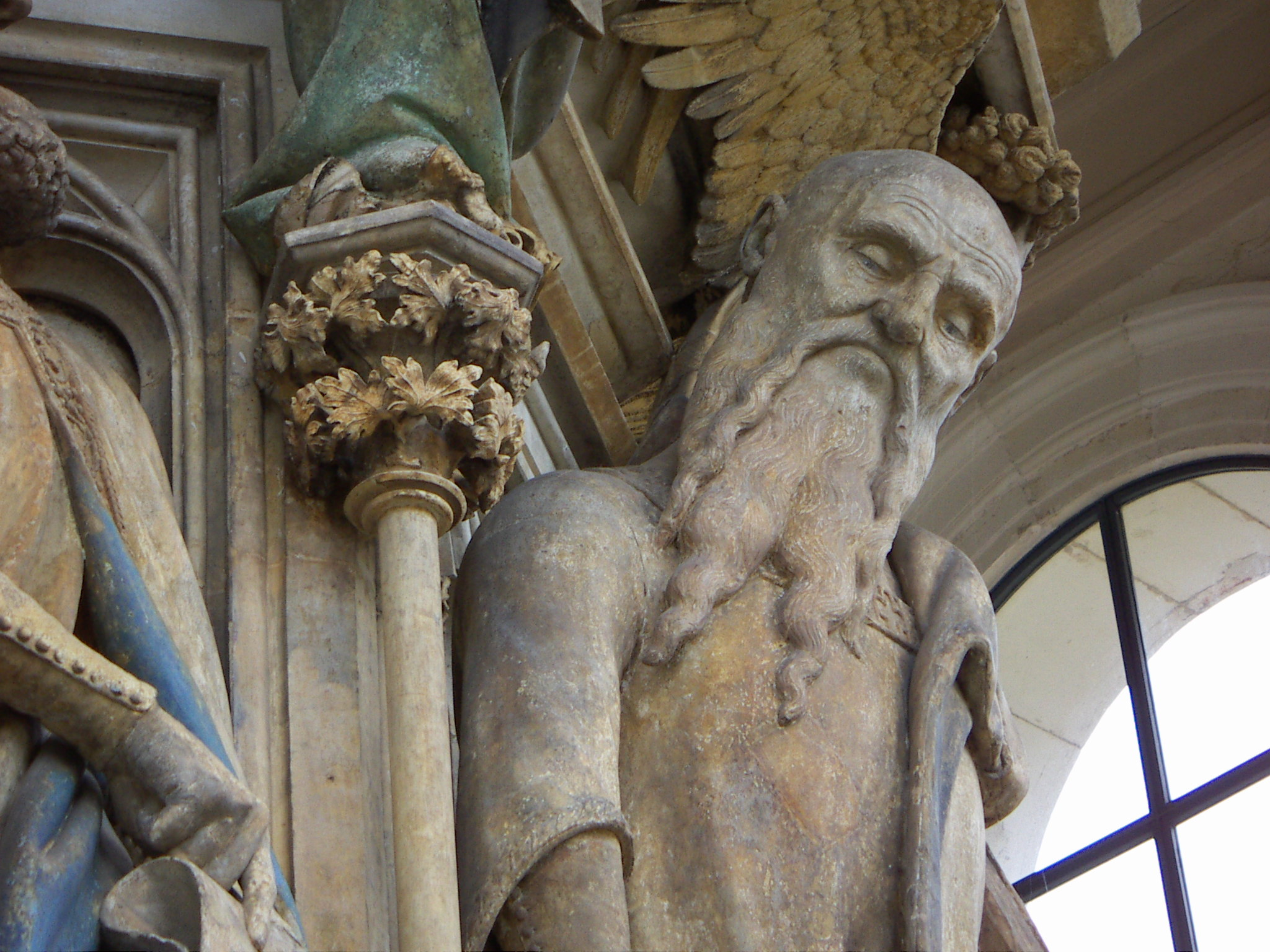